# Отвъд предела
Отвъд предела е бивш кеч pay-per-view турнир, продуциран от WWE, професионална кеч компания, намираща се в Кънектикът.
Събитието е създадено през 2010 г., замествайки Денят на Страшния съд през май. Откакто е създадено, турнира се е водил само в закрити арени в Съединените щати. Шампионски мачове се водят на всеки турнир, където по-маловажните титли се залагат преди по-важните в главните мачове. Заради разширяването на марките, WWE разделя участниците си на Първична сила или Разбиване, което определя мачовете да се водят между кечисти от същите шоута. Джон Сина е участвал във всеки главен мач на Отвъд предела в историята. През 2013, Отвъд предела е запазен за октомври, но е заместен от Бойно поле.

## Дати и места
| № | Име                  | Дата   | Град                   | Място           | Главен мач                                                |
| - | -------------------- | ------ | ---------------------- | --------------- | --------------------------------------------------------- |
| 1 | Отвъд предела (2010) | 23 май | Детройт, Мичиган       | Joe Louis Arena | Джон Сина срещу Батиста в мач „Предавам се“1              |
| 2 | Отвъд предела (2011) | 22 май | Сиатъл, Вашингтон      | KeyArena        | Джон Сина срещу Миз в мач „Предавам се“1                  |
| 3 | Отвъд предела (2012) | 20 май | Роли, Северна Каролина | PNC Arena       | Джон Лоринайтис срещу Джон Сина в мач без дисквалификации |

Мач за:
1↑Титлата на WWE